# Lepturges prolatus
Lepturges prolatus es una especie de escarabajo longicornio del género Lepturges, categorizada en la tribu Acanthocinini, de la subfamilia Lamiinae. Fue descrita por Monné en 1977.

## Descripción
Mide 5-8 mm de longitud.

## Distribución
Se distribuye por Brasil y Guayana Francesa.